# Großer Preis von Südafrika 1973
Der Große Preis von Südafrika 1973 (offiziell Seventh AA Grand Prix of South Africa) fand am 3. März auf dem Kyalami Grand Prix Circuit in Midrand statt und war das dritte Rennen der Automobil-Weltmeisterschaft 1973.

## Berichte

### Hintergrund
In den drei Wochen, die zwischen dem Großen Preis von Brasilien und dem nächsten WM-Lauf lagen, gelang es dem neuen Team Shadow, zwei Wagen fertigzustellen und mit der Fahrerbesetzung George Follmer und Jackie Oliver für den Großen Preis von Südafrika zu melden. Ebenfalls rechtzeitig fertig wurde ein Exemplar des neuen McLaren M23, der von McLaren-Stammfahrer Denis Hulme pilotiert wurde. Dadurch ergab sich die Möglichkeit, dessen bisheriges Einsatzfahrzeug als dritten Werkswagen zu melden und mit dem Südafrikaner Jody Scheckter zu besetzen.
Auch bei Frank Williams Racing Cars kam mit Jackie Pretorius ein lokaler Gaststarter zum Einsatz, da Nanni Galli aufgrund einer Verletzung pausieren musste. Zudem nahmen noch zwei weitere Südafrikaner als Privatfahrer in Vorjahresfahrzeugen an dem Rennwochenende teil. Dies hatte beim Südafrika-GP bereits seit mehreren Jahren Tradition.
Andrea de Adamich kehrte ins Fahrerfeld zurück und pilotierte wie bereits im Vorjahr einen dritten Werks-Surtees, der aufgrund eines abweichenden Hauptsponsors unter einem eigenen Namen gemeldet wurde.

### Training
Während des Trainings bewies Hulme mit der schnellsten Rundenzeit die Klasse des neuen McLaren M23. Obwohl Hulme zu diesem Zeitpunkt bereits sechs Grand-Prix-Siege und den Weltmeistertitel des Jahres 1967 erreicht hatte, war dies seine erste und einzige Pole-Position in der Formel-1-WM. Neben ihm qualifizierten sich Emerson Fittipaldi und der mit einer starken Leistung beeindruckende Scheckter für die erste Startreihe. Ronnie Peterson und Clay Regazzoni bildeten die zweite Reihe vor Peter Revson, Jean-Pierre Beltoise und Carlos Reutemann. Auffallend war die starke Teamleistung von McLaren mit allen drei Werkswagen unter den ersten sechs Startplätzen.
Jackie Stewart hatte während des Abschlusstrainings wegen einer undichten Bremsleitung einen schweren Unfall bei hoher Geschwindigkeit, den er aufgrund sinnvoll errichteter Fangzäune unverletzt überstand. Da er daraufhin seinen Wagen gegen den seines Teamkollegen François Cevert tauschte, wurde ihm seine schnellste Trainingszeit aberkannt und er musste von Rang 16 ins Rennen gehen. Cevert musste ohne gezeitete Runde vom letzten Platz starten.

### Rennen
Hulme übernahm zunächst die Führung vor Scheckter und Fittipaldi. Revson lag nach einem guten Start auf dem vierten Rang.
In der dritten Runde lag der vom 13. Platz hervorragend gestartete Dave Charlton auf dem siebten Rang und duellierte sich mit Reutemann. Dabei verlor er die Kontrolle über seinen Wagen und kollidierte mit Mike Hailwood. Die meisten der nachfolgenden Kollegen konnten reflexartig ausweichen, außer Clay Regazzoni. Er kollidierte mit Hailwoods Wagen und involvierte dadurch zusätzlich Jacky Ickx in den Unfall. Regazzoni verlor das Bewusstsein, während sein B.R.M. in Flammen aufging. Hailwood eilte sofort zur Hilfe, löste die Gurte des Schweizers und zog ihn aus dem Feuer. Für diese Tat wurde er später von der Britischen Königin mit einer Tapferkeitsmedaille ausgezeichnet. Regazzoni kam mit leichten Verbrennungen vergleichsweise glimpflich davon.
Obwohl wegen des Unfalls gelbe Flaggen geschwenkt wurden, überholte Stewart seine Konkurrenten Peterson, Revson und Fittipaldi. Der führende Hulme musste an die Box, da er sich beim Überfahren von Trümmerteilen einen Reifenschaden zugezogen hatte. Als wenig später der daraufhin führende Scheckter auf den Krankenwagen auflief, mit dem Regazzoni ins Krankenhaus gebracht wurde, bremste er ab und warnte seine nachfolgenden Kollegen durch ein Handzeichen. Stewart, der sich als nächster näherte, überholte Scheckter und den Krankenwagen in einem Zug. Aufgrund dieses Vergehens legte McLaren bei der Rennleitung Protest ein, dem jedoch nicht stattgegeben wurde.
Stewart behielt die Spitzenposition bis ins Ziel. Scheckter verteidigte lange den zweiten Rang, bevor gegen Ende des Rennens seine Reifen schlechter wurden, sodass er Revson und Fittipaldi nicht mehr hinter sich halten konnte. Vier Runden vor Schluss versagte schließlich sein Motor. Dadurch verlor er auch den vierten Platz, wurde aber wegen der zurückgelegten Distanz noch als Neunter gewertet.

## Meldeliste
| Team                            | Nr. | Fahrer               | Chassis           | Motor                    | Reifen |
| ------------------------------- | --- | -------------------- | ----------------- | ------------------------ | ------ |
| John Player Team Lotus          | 01  | Emerson Fittipaldi   | Lotus 72D         | Ford Cosworth DFV 3.0 V8 | G      |
| John Player Team Lotus          | 02  | Ronnie Peterson      | Lotus 72D         | Ford Cosworth DFV 3.0 V8 | G      |
| Elf Team Tyrrell                | 03  | Jackie Stewart       | Tyrrell 006       | Ford Cosworth DFV 3.0 V8 | G      |
| Elf Team Tyrrell                | 04  | François Cevert      | Tyrrell 005       | Ford Cosworth DFV 3.0 V8 | G      |
| Yardley Team McLaren            | 05  | Denis Hulme          | McLaren M23       | Ford Cosworth DFV 3.0 V8 | G      |
| Yardley Team McLaren            | 06  | Peter Revson         | McLaren M19C      | Ford Cosworth DFV 3.0 V8 | G      |
| Yardley Team McLaren            | 07  | Jody Scheckter       | McLaren M19C      | Ford Cosworth DFV 3.0 V8 | G      |
| Scuderia Ferrari SpA SEFAC      | 08  | Jacky Ickx           | Ferrari 312B2     | Ferrari 001/1 3.0 F12    | G      |
| Scuderia Ferrari SpA SEFAC      | 09  | Arturo Merzario      | Ferrari 312B2     | Ferrari 001/1 3.0 F12    | G      |
| Brooke Bond Oxo Team Surtees    | 10  | Mike Hailwood        | Surtees TS14A     | Ford Cosworth DFV 3.0 V8 | F      |
| Brooke Bond Oxo Team Surtees    | 11  | Carlos Pace          | Surtees TS14A     | Ford Cosworth DFV 3.0 V8 | F      |
| Ceramica Pagnossin Team Surtees | 12  | Andrea de Adamich    | Surtees TS9B      | Ford Cosworth DFV 3.0 V8 | F      |
| STP March Racing Team           | 14  | Jean-Pierre Jarier   | March 721G        | Ford Cosworth DFV 3.0 V8 | G      |
| Marlboro B.R.M.                 | 15  | Clay Regazzoni       | BRM P160D         | BRM P142 3.0 V12         | F      |
| Marlboro B.R.M.                 | 16  | Jean-Pierre Beltoise | BRM P160D         | BRM P142 3.0 V12         | F      |
| Marlboro B.R.M.                 | 17  | Niki Lauda           | BRM P160D         | BRM P142 3.0 V12         | F      |
| Motor Racing Developments       | 18  | Carlos Reutemann     | Brabham BT37      | Ford Cosworth DFV 3.0 V8 | G      |
| Motor Racing Developments       | 19  | Wilson Fittipaldi    | Brabham BT37      | Ford Cosworth DFV 3.0 V8 | G      |
| Frank Williams Racing Cars      | 20  | Jackie Pretorius     | Iso-Marlboro FX3B | Ford Cosworth DFV 3.0 V8 | F      |
| Frank Williams Racing Cars      | 21  | Howden Ganley        | Iso-Marlboro FX3B | Ford Cosworth DFV 3.0 V8 | F      |
| UOP Shadow Racing Team          | 22  | Jackie Oliver        | Shadow DN1        | Ford Cosworth DFV 3.0 V8 | G      |
| UOP Shadow Racing Team          | 23  | George Follmer       | Shadow DN1        | Ford Cosworth DFV 3.0 V8 | G      |
| Clarke-Mordaunt-Guthrie Racing  | 24  | Mike Beuttler        | March 721G        | Ford Cosworth DFV 3.0 V8 | G      |
| Scribante Lucky Strike Racing   | 25  | Dave Charlton        | Lotus 72D         | Ford Cosworth DFV 3.0 V8 | F      |
| Blignaut Lucky Strike Racing    | 26  | Eddie Keizan         | Tyrrell 004       | Ford Cosworth DFV 3.0 V8 | F      |

## Klassifikationen

### Startaufstellung
| Pos. | Fahrer               | Konstrukteur | Zeit       | Ø-Geschwindigkeit | Start |
| ---- | -------------------- | ------------ | ---------- | ----------------- | ----- |
| 01   | Denis Hulme          | McLaren-Ford | 1:16,28    | 193,686 km/h      | 01    |
| 02   | Emerson Fittipaldi   | Lotus-Ford   | 1:16,41    | 193,357 km/h      | 02    |
| 03   | Jody Scheckter       | McLaren-Ford | 1:16,43    | 193,306 km/h      | 03    |
| 04   | Ronnie Peterson      | Lotus-Ford   | 1:16,44    | 193,281 km/h      | 04    |
| 05   | Clay Regazzoni       | B.R.M.       | 1:16,47    | 193,205 km/h      | 05    |
| 06   | Peter Revson         | McLaren-Ford | 1:16,72    | 192,576 km/h      | 06    |
| 07   | Jean-Pierre Beltoise | B.R.M.       | 1:16,84    | 192,275 km/h      | 07    |
| 08   | Carlos Reutemann     | Brabham-Ford | 1:16,94    | 192,025 km/h      | 08    |
| 09   | Carlos Pace          | Surtees-Ford | 1:17,06    | 191,726 km/h      | 09    |
| 10   | Niki Lauda           | B.R.M.       | 1:17,14    | 191,527 km/h      | 10    |
| 11   | Jacky Ickx           | Ferrari      | 1:17,16    | 191,477 km/h      | 11    |
| 12   | Mike Hailwood        | Surtees-Ford | 1:17,17    | 191,453 km/h      | 12    |
| 13   | Dave Charlton        | Lotus-Ford   | 1:17,18    | 191,428 km/h      | 13    |
| 14   | Jackie Oliver        | Shadow-Ford  | 1:17,64    | 190,294 km/h      | 14    |
| 15   | Arturo Merzario      | Ferrari      | 1:17,64    | 190,294 km/h      | 15    |
| 16   | Jackie Stewart       | Tyrrell-Ford | 1:17,65    | 190,269 km/h      | 16    |
| 17   | Wilson Fittipaldi    | Brabham-Ford | 1:17,95    | 189,537 km/h      | 17    |
| 18   | Jean-Pierre Jarier   | March-Ford   | 1:17,98    | 189,464 km/h      | 18    |
| 19   | Howden Ganley        | Iso-Ford     | 1:18,07    | 189,246 km/h      | 19    |
| 20   | Andrea de Adamich    | Surtees-Ford | 1:18,66    | 187,826 km/h      | 20    |
| 21   | George Follmer       | Shadow-Ford  | 1:18,82    | 187,445 km/h      | 21    |
| 22   | Eddie Keizan         | Tyrrell-Ford | 1:18,92    | 187,207 km/h      | 22    |
| 23   | Mike Beuttler        | March-Ford   | 1:20,37    | 183,830 km/h      | 23    |
| 24   | Jackie Pretorius     | Iso-Ford     | 1:20,54    | 183,442 km/h      | 24    |
| 25   | François Cevert      | Tyrrell-Ford | keine Zeit | –                 | 25    |

### Rennen
| Pos. | Fahrer               | Konstrukteur | Runden | Stopps | Zeit       | Start | Schnellste Runde |
| ---- | -------------------- | ------------ | ------ | ------ | ---------- | ----- | ---------------- |
| 01   | Jackie Stewart       | Tyrrell-Ford | 79     | 0      | 1:43:11,07 | 16    | 1:17,25          |
| 02   | Peter Revson         | McLaren-Ford | 79     | 0      | + 24,55    | 06    | 1:17,64          |
| 03   | Emerson Fittipaldi   | Lotus-Ford   | 79     | 0      | + 25,06    | 02    | 1:17,10 (76.)    |
| 04   | Arturo Merzario      | Ferrari      | 78     | 0      | + 1 Runde  | 15    | 1:18,82          |
| 05   | Denis Hulme          | McLaren-Ford | 77     | 2      | + 2 Runden | 01    | 1:17,55          |
| 06   | George Follmer       | Shadow-Ford  | 77     | 0      | + 2 Runden | 21    | 1:19,03          |
| 07   | Carlos Reutemann     | Brabham-Ford | 77     | 0      | + 2 Runden | 08    | 1:18,50          |
| 08   | Andrea de Adamich    | Surtees-Ford | 77     | 0      | + 2 Runden | 20    | 1:19,77          |
| 09   | Jody Scheckter       | McLaren-Ford | 75     | 0      | DNF        | 03    | 1:17,55          |
| 10   | Howden Ganley        | Iso-Ford     | 73     | 0      | + 6 Runden | 19    | 1:19,53          |
| 11   | Ronnie Peterson      | Lotus-Ford   | 73     | 1      | + 6 Runden | 04    | 1:17,63          |
| –    | Carlos Pace          | Surtees-Ford | 69     | 0      | DNF        | 09    | 1:18,23          |
| –    | Eddie Keizan         | Tyrrell-Ford | 67     | 0      | NC         | 22    | 1:20,40          |
| –    | Jean-Pierre Jarier   | March-Ford   | 66     | 0      | NC         | 18    | 1:18,88          |
| –    | François Cevert      | Tyrrell-Ford | 66     | 0      | NC         | 25    | 1:18,21          |
| –    | Mike Beuttler        | March-Ford   | 65     | 0      | NC         | 23    | 1:21,21          |
| –    | Wilson Fittipaldi    | Brabham-Ford | 52     | 0      | DNF        | 17    | 1:18,96          |
| –    | Jackie Pretorius     | Iso-Ford     | 35     | 0      | DNF        | 24    | 1:21,32          |
| –    | Niki Lauda           | B.R.M.       | 26     | 0      | DNF        | 10    | 1:18,41          |
| –    | Jackie Oliver        | Shadow-Ford  | 14     | 0      | DNF        | 14    | 1:20,15          |
| –    | Jean-Pierre Beltoise | B.R.M.       | 4      | 0      | DNF        | 07    |                  |
| –    | Dave Charlton        | Lotus-Ford   | 3      | 0      | DNF        | 13    |                  |
| –    | Clay Regazzoni       | B.R.M.       | 2      | 0      | DNF        | 05    |                  |
| –    | Jacky Ickx           | Ferrari      | 2      | 0      | DNF        | 11    |                  |
| –    | Mike Hailwood        | Surtees-Ford | 2      | 0      | DNF        | 12    |                  |

## WM-Stände nach dem Rennen
Die ersten sechs des Rennens bekamen 9, 6, 4, 3, 2 bzw. 1 Punkt(e). In der Konstrukteurswertung zählten nur die Punkte des bestplatzierten Fahrers eines Teams. Es zählten nur die besten sieben Ergebnisse aus den ersten acht Rennen und die besten sechs aus den letzten sieben Rennen.

### Fahrerwertung
| Pos. | Fahrer             | Konstrukteur | Punkte |
| ---- | ------------------ | ------------ | ------ |
| 01   | Emerson Fittipaldi | Lotus-Ford   | 22     |
| 02   | Jackie Stewart     | Tyrrell-Ford | 19     |
| 03   | Denis Hulme        | McLaren-Ford | 8      |
| 04   | François Cevert    | Tyrrell-Ford | 6      |
| 05   | Peter Revson       | McLaren-Ford | 6      |
| 06   | Arturo Merzario    | Ferrari      | 6      |
| 07   | Jacky Ickx         | Ferrari      | 5      |
| 08   | Wilson Fittipaldi  | Brabham-Ford | 1      |
| 09   | Clay Regazzoni     | B.R.M.       | 1      |
| 10   | George Follmer     | Shadow-Ford  | 1      |
| 11   | Howden Ganley      | Iso-Ford     | 0      |
| 12   | Mike Beuttler      | March-Ford   | 0      |
| 13   | Carlos Reutemann   | Brabham-Ford | 0      |
| 14   | Niki Lauda         | B.R.M.       | 0      |

| Pos. | Fahrer               | Konstrukteur | Punkte |
| ---- | -------------------- | ------------ | ------ |
| 15   | Andrea de Adamich    | Surtees-Ford | 0      |
| 16   | Nanni Galli          | Iso-Ford     | 0      |
| 17   | Jody Scheckter       | McLaren-Ford | 0      |
| 18   | Luiz Bueno           | Surtees-Ford | 0      |
| –    | Jean-Pierre Jarier   | March-Ford   | 0      |
| –    | Jean-Pierre Beltoise | B.R.M.       | 0      |
| –    | Ronnie Peterson      | Lotus-Ford   | 0      |
| –    | Mike Hailwood        | Surtees-Ford | 0      |
| –    | Carlos Pace          | Surtees-Ford | 0      |
| –    | Eddie Keizan         | Tyrrell-Ford | 0      |
| –    | Jackie Pretorius     | Iso-Ford     | 0      |
| –    | Jackie Oliver        | Shadow-Ford  | 0      |
| –    | Dave Charlton        | Lotus-Ford   | 0      |

### Konstrukteurswertung
| Pos. | Konstrukteur | Punkte |
| ---- | ------------ | ------ |
| 01   | Lotus-Ford   | 22     |
| 02   | Tyrrell-Ford | 21     |
| 03   | McLaren-Ford | 12     |
| 04   | Ferrari      | 9      |
| 05   | Brabham-Ford | 1      |

| Pos. | Konstrukteur | Punkte |
| ---- | ------------ | ------ |
| 06   | B.R.M.       | 1      |
| 07   | Shadow-Ford  | 1      |
| 08   | March-Ford   | 0      |
| 09   | Iso-Ford     | 0      |
| 10   | Surtees-Ford | 0      |